# Villa Malenchini (Parma)
Villa Malenchini, nota anche come Villa Fortuny, è un edificio in stile barocco situato in strada Cava in Vigatto 2 a Carignano, frazione di Parma.

## Storia
Il corpo centrale della villa fu edificato tra la fine del XVI e gli inizi del XVII secolo, per volere dei marchesi Lampugnani, i quali, feudatari di Carignano e di Felino dal 1650, incaricarono il pittore Cesare Baglioni e la sua scuola di affrescare alcune sale interne.
Verso la fine del XVII secolo la proprietà fu acquistata dal medico Giuseppe Cervi, che fece ampliare e decorare la villa e ingrandì il parco acquistando numerosi terreni dei dintorni; alla sua morte nel 1748, la tenuta di Carignano fu ereditata dalla sorella Rosa, la cui figlia Orsola Robiani sposò il nobile Giuseppe Maria Corradi, che aggiunse al proprio il cognome Cervi; nel 1795 i Corradi Cervi, acquistando il feudo di Piantonia, furono insigniti del titolo di marchesi.
Nel 1808 la villa di Carignano fu alienata ai nobili Camillo e Alessandro Zileri; dopo alcuni anni subentrò Giulio, che, nominato conte nel 1836, nel 1852 aggiunse al proprio il cognome della moglie Lucrezia Dal Verme e, nel 1856, pure quello dei Dagli Obizzi; nel 1878 il figlio Camillo alienò la tenuta al marchese genovese Monticelli, che quattro anni dopo la rivendette al nobile Lodovico Peirano.

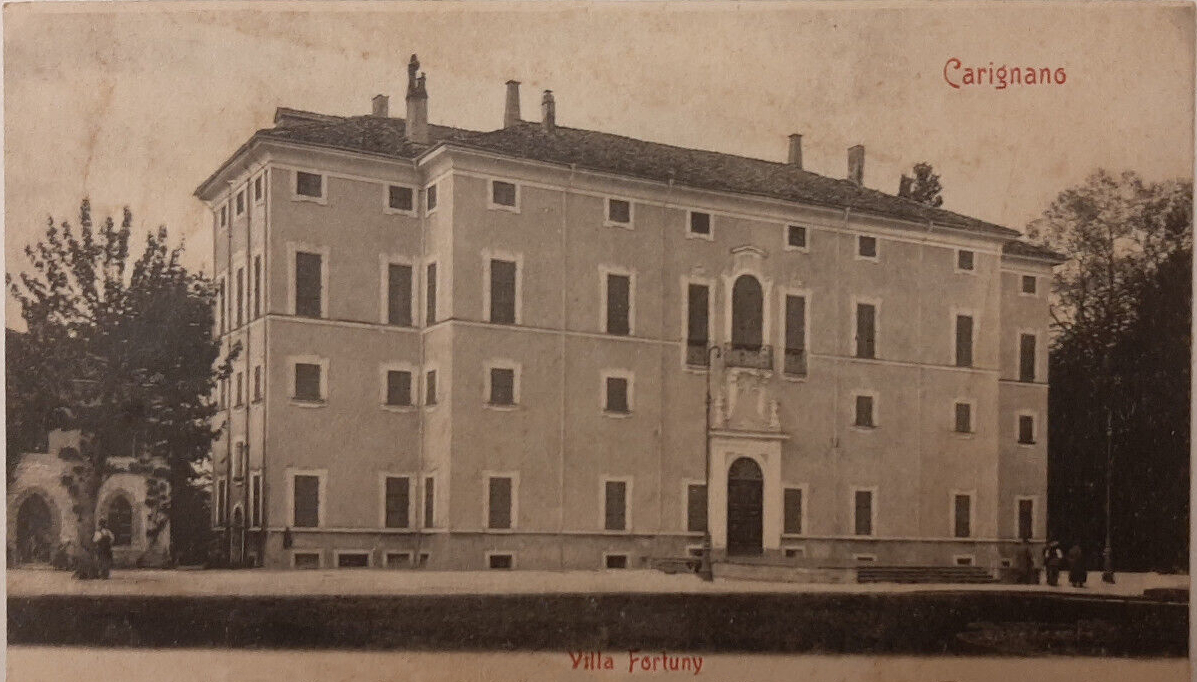
La villa nel 1904

Il figlio Enrico Amilcare aprì un laboratorio di chimica agraria nell'ex caseificio della proprietà, ma, a causa di problemi economici, nel 1895 fu costretto ad alienare la tenuta al conte Edilio Raggio, che la regalò alla figlia Eletta Fortunata, detta Fortuny, in occasione del suo matrimonio col marchese Luigi Malenchini; la nobildonna ridisegnò il parco romantico della villa, tracciando anche il lunghissimo vialetto di fronte alla facciata.
Alla fine del XX secolo la villa, ancora appartenente alla famiglia Malenchini, iniziò a essere utilizzata per feste di nozze ed eventi culturali, tra cui la manifestazione gastronomica "De Gustibus", avviata nel 2005.

## Descrizione

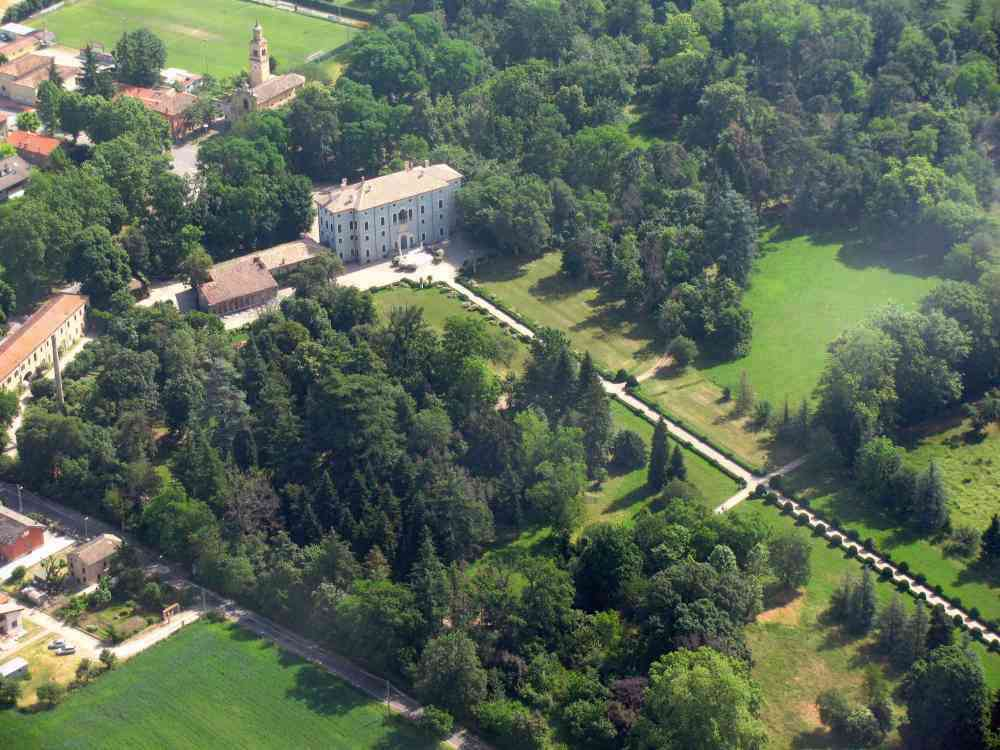
Veduta aerea del parco e della villa

L'enorme parco si sviluppa su una superficie di 15 ettari ai margini dell'abitato di Carignano, prolungandosi tra le campagne con un lungo viale rettilineo di fronte alla villa, che sorge nella porzione nord del giardino.

### Villa
La villa si sviluppa su una pianta rettangolare, allungata alle due estremità con due ali più strette, aggiunte tra la fine del XVIII e gli inizi del XIX secolo.
La simmetrica facciata sud, analogamente a quella nord, si eleva su due livelli principali fuori terra, oltre al mezzanino e al sottotetto, ed è interamente intonacata, come il resto dell'edificio. Il corpo centrale tardo cinquecentesco, preceduto da un terrazzo con balaustra in arenaria, presenta nel mezzo l'ampio portale d'ingresso ad arco a tutto sesto dalle forme rococò, delimitato da due lesene a sostegno di un frontone mistilineo affiancato da due vasi, che si conclude sopra a un grande stemma nelle due mensole di sostegno del balconcino superiore; ai lati sono collocate tre finestre per parte, inquadrate da cornici mistilinee e sormontate dalle piccole aperture del mezzanino, anch'esse incorniciate; al piano nobile, si aprono nel mezzo tre portefinestre, di cui quella centrale a tutto sesto più ampia, tutte e tre chiuse da ringhiere in ferro e coronate da frontoni mistilinei; ai lati si elevano su una fascia marcapiano due finestre per parte, con cornici in rilievo; in sommità, immediatamente sotto al cornicione modanato, sono poste le sei piccole aperture del sottotetto, anch'esse incorniciate. Le due ali laterali, più arretrate, presentano analoghe caratteristiche rispetto al corpo centrale.
All'interno si accede all'ampio e sfarzoso salone passante a doppia altezza, i cui lati esterni presentano due balconate destinate anticamente all'orchestra; l'ambiente, coperto da una volta a botte lunettata, è scandito lateralmente da lesene ioniche, che delimitano quattro divani sormontati da grandi specchiere barocche; sei soprapporte sono decorati con dipinti raffiguranti Giochi di putti, Arianna e Teseo e Bacco e Arianna, eseguiti nel 1758 da Antonio Bresciani; tra gli arredi, spicca una statua attribuita a Tommaso Bandini o Lorenzo Bartolini, oltre ad alcuni busti.
Le porte sui fianchi dell'androne danno accesso alle sale laterali. Tre di queste, poste nel corpo centrale della villa, conservano sulle volte gli affreschi rinascimentali a grottesche, eseguiti nei primi due ambienti intercomunicanti da artisti della scuola di Cesare Baglioni, autore invece di quelli della terza sala. Nella prima sala è rappresentato nel centro della volta a padiglione, tra numerosi mascheroni, uccelli, animali fantastici e figure femminili che sostengono cesti di frutta, un tondo contenente una donna senza vesti, con l'iscrizione Volubilis rerum domina in un cartiglio; nella seconda, sui pennacchi sono dipinte varie colombe, mentre sulla cupola, tra vari animali fantastici, in un grande ovale è ritratta una figura femminile in volo, col motto Arabia D. Fe e C. V. Corde diviso in due cartigli; nella terza, sulla volta a padiglione, tra cornucopie, uccelli in volo, fiori e frutta, sono rappresentati sulle falde quattro ovali, contenenti paesaggi con animali, affiancati sui due fusi maggiori dalle allegorie delle quattro stagioni, mentre nel mezzo compare un ampio ovale, al cui interno sono disegnate due donne che sostengono insieme un cuore, con l'iscrizione Infonde gratiam aperietur cum meum in un elaborato cartiglio.
Oltre alle tre sale, anche gli altri ambienti adiacenti aggiunti intorno al 1800, tra cui la sala da pranzo e l'oratorio voluto dal conte Giulio Ziveri, sono decorati con affreschi sulle volte e ospitano grandi camini riccamente scolpiti, arredi, lampadari e quadri antichi; di pregio risulta in particolare la sala da biliardo, ornata sul soffitto piano da una serie di pannelli raffiguranti alcuni paesaggi.

### Parco
Il grande parco, accessibile attraverso una cancellata posta a nord-est lungo strada Cava in Vigatto, è solcato da una serie di viali, tra cui quello rettilineo di fronte alla villa, che si allunga per 1500 m verso sud, in direzione dell'abitato di Felino; il vialetto è affiancato nella porzione settentrionale da siepi di bosso, tagliate con forme geometriche e accostate per un tratto a cespugli di rose, mentre in quella meridionale, oltre i confini del giardino, da due filari di pioppi cipressini.
Il resto del parco all'inglese alterna spazi più aperti a fitte boscaglie di piante secolari, tra cui numerosi tigli, frassini, platani, querce, castagni, cedri del Libano e abeti; è presente anche un labirinto botanico realizzato con piante di bosso.
Nella porzione nord, in prossimità della villa, sorgono vari edifici di servizio, tra cui le serre e la cappella privata; il giardino è inoltre arricchito da numerosi vasi, statue e colonne, oltre che da un ninfeo e da un'esedra barocca contenente una sorgente in finta roccia e una statua settecentesca raffigurante Anfitrite.
Dell'antico laghetto dalla forma sinuosa, prosciugato nella seconda metà del XX secolo, e dell'isolotto che emergeva al suo interno sopravvivono un ponticello in stile giapponese e un piccolo castello in mattoni, copia in miniatura della rocca Sanvitale di Fontanellato.